# Сон Донг
Сон Донг је пећина у Вијетнаму у покрајини Куангбин у Вијетнаму, 450 km јужно од Ханоја, а 44 km северно од Аеродрома Донгхој. Пећина се налази у Националном парку Фонг Ња-Ке Банг који је 2003. године уписан на УНЕСКО-ву листу Светске баштине као природно добро. У априлу 2009, британски истраживачи открили нову пећину овде, названу Сон Донг, висока око 250, а широка 150 метара. Сталагмити у овој пећини достижу висину и до 70 метара. У подземној дворани расте шума, постоје водопади и формирају се магла и облаци. У истраживању џиновске пећине у Вијетнаму спелеолози су користили ласерску технологију. Они су прогласили Сон Донг као највећу пећину на свету по запремини. Фонг Ња-Ке Банг има и велику биолошку разноликост. Улаз у пећину открио је Хо Ханг, становник оближњег села, још 1991. Локално становништво се плашило да приђе шпиљи јер се из ње чуо застрашујући шум понорнице. Свету је постала позната 2009, када је група британских научника, с Хауардом Лимбетом на челу, први пут крочила у њену утробу.